# Rehovot
Rehovot (en hébreu : רחובות) est une ville d’Israël située dans le District centre.
Située dans le sud-ouest d’Israël, à 24 kilomètres au sud de Tel Aviv-Jaffa et à 53 kilomètres à l’ouest de Jérusalem, Rehovot était lors de sa création en 1890 une base agricole.
Dans les années 1950, un camp de transit y a été établi (en hébreu ma'abara).
C’est une ville de 104 600 habitants qui doit son essor à la science et à l’agriculture. C’est en effet un point de rayonnement intellectuel avec l’Institut des sciences Weizmann (du nom du premier président d’Israël Chaim Weizmann) et la Faculté d’agronomie.
C’est aussi un grand complexe de production d’agrumes, un centre industriel d’agro-alimentaire, de verreries, de plastiques et de produits pharmaceutiques.

## Toponymie
Israel Belkind, le fondateur du Bilou, a proposé le nom "Rehovot" (littéralement "grandes étendues") en se basant sur la Genèse 26:22 : 

« Isaac donna donc à ce puits le nom de Rehoboth (c'est-à-dire : les Largesses) et dit : "Maintenant le Seigneur nous a mis au large. Nous allons prospérer dans le pays". »

Ce verset biblique est également inscrit dans le logo de la ville.
La ville biblique de Rehoboth était située dans le désert du Néguev.

## Histoire

### Antiquité, ères byzantine et ottomane
Des fouilles archéologiques à Khirbat Deiran ont mis au jour des signes d'habitation datant des périodes hellénique et romaine et de l'époque byzantine, avec une expansion majeure jusqu'à environ 60 dunams (919,3 m2 * 60, soit environ 5,45 ha) pendant les premiers siècles de la période islamique. Une occupation par les juifs et peut-être par les samaritains pendant les périodes romaine et byzantine a aussi été mise en évidence En 1939, Klein (en) a identifié Khirbet Deiran avec Kerem Doron ("vigne de Doron"), un lieu mentionné dans le Talmud Yerushalmi (Peah 7:4), mais Fischer considère qu'il n'y a aucune raison particulière pour cette identification et Kalmin n'est pas sûr que Doron était un lieu ou une personne.

### Fondation du moshava juif

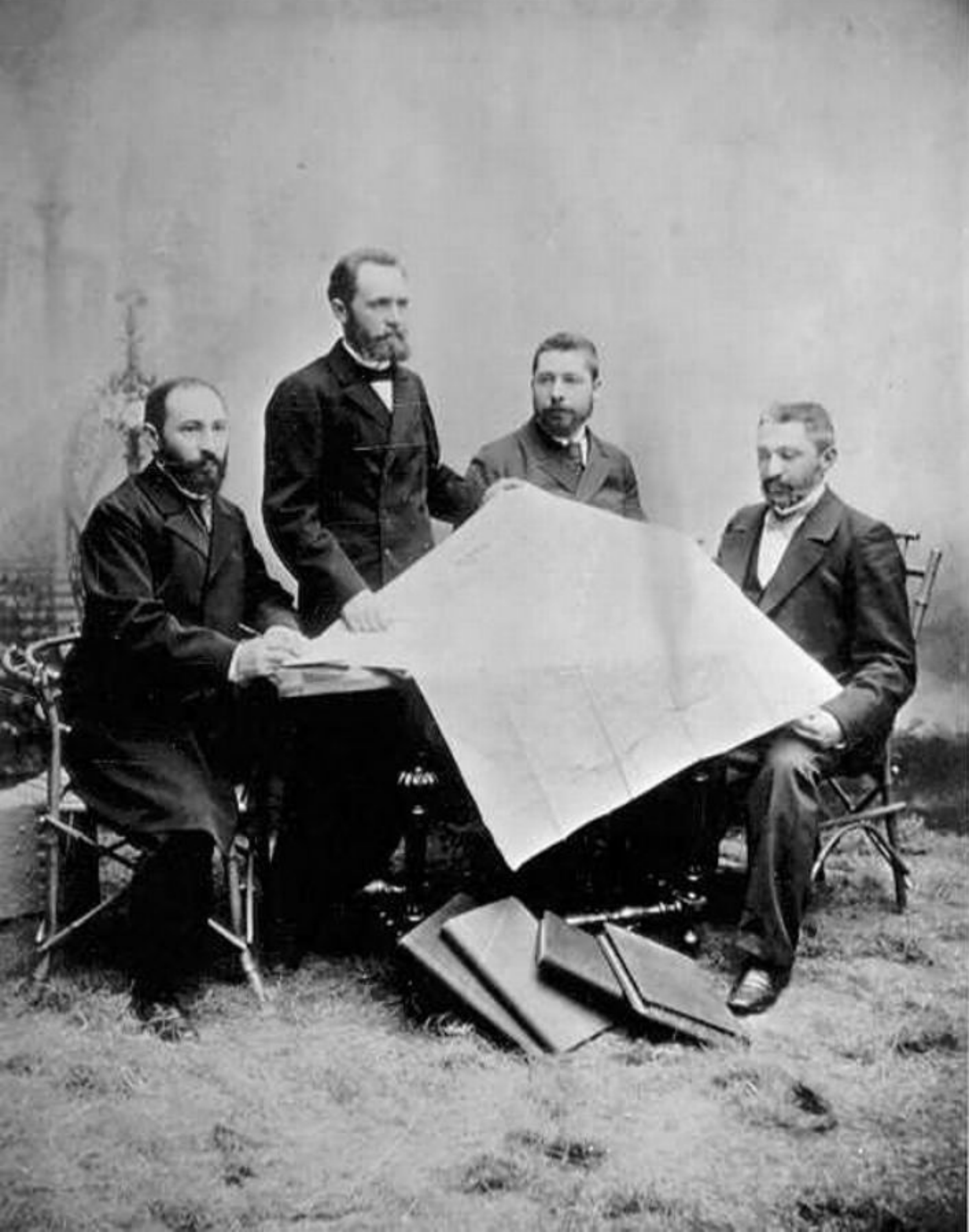
Menucha & Nahala, le comité varsovien qui fonda Rehovot

Le Rehovot actuel a été fondé en tant que moshava en 1890 par des juifs polonais immigrants, arrivés avec la première Aliyah, cherchant à établir un township indépendant du baron Edmond James de Rothschild, sur des terres achetées à un arabe chrétien par la société du Menuha Venahala, une organisation de Varsovie qui levait des fonds pour des colonies juives en Eretz Israel,
À l'époque, toute la Palestine faisait partie de l'empire ottoman et le lieu où s'est installé Rehovot était occupé, comme la plupart du territoire de la Palestine d'alors, par des arabes menant un mode de vie pastoral sur des terres exclusivement à leur disposition selon un système économique pour lequel la possession des terres en soi n'était pas la norme. L'achat de ces terres signifiait donc une disruption du et gagne-pain et du mode de vie de ces gens qui avaient pu les considérer comme les leurs depuis des générations.
En mars 1892, une dispute à propos de droits de pâture s'éleva entre les résidents de Rehovot et le village voisin de Zarnuga (en), qui prit deux ans avant d'être résolue. Une autre dispute s'éleva avec la tribu bédouine des Suteriya qui avaient cultivé une partie des terres. Selon Moshé Smilanski, ces bédouins reçurent une compensation pour les terres mais refusèrent de les quitter. En 1893, ils attaquèrent le moshava. Grâce à l'intervention d'un sheikh arabe respecté, un compromis fut établi, avec les bédouins recevant une somme d'argent supplémentaire qu'ils utilisèrent pour creuser un puits.
En 1890, la région était déserte, sans arbres ni maisons ni eau. Les maisons du moshava étaient originellement construites le long de deux rues parallèles : la rue Yaakov et la rue Benjamin ; plus tard vient l'expansion, avec des vignes, vergers d'amandiers et de citronniers. Mais les habitants étaient confrontés à des conditions agricoles difficiles, des maladies des plantes et des problèmes de marché.
Le premier verger de citronniers a été planté par Zalman Minkov en 1904. Entouré d'un mur, il incluait une maison de gardien, des étables, un poste d'emballage et un système d'irrigation qui tirait de l'eau d'un grand puits dans la cour intérieure. Le puits était profond de 23 mètres et large de plus de 6 mètres de diamètre. L'eau était amenée par un aqueduc jusqu'à une mare d'irrigation, et de là à un réseau de fossés creusés près des arbres.

## Jumelages
- Grenoble (France) depuis 1984
- Heidelberg (Allemagne)
- Manchester (Royaume-Uni)
- Paraná (Argentine)
- Philadelphie (États-Unis)
- Rochester (États-Unis)
- Albuquerque (États-Unis)

## Personnalités liées à la ville
- Talya G. A Solan, chanteuse (mezzo-soprano) israélienne, y est née.

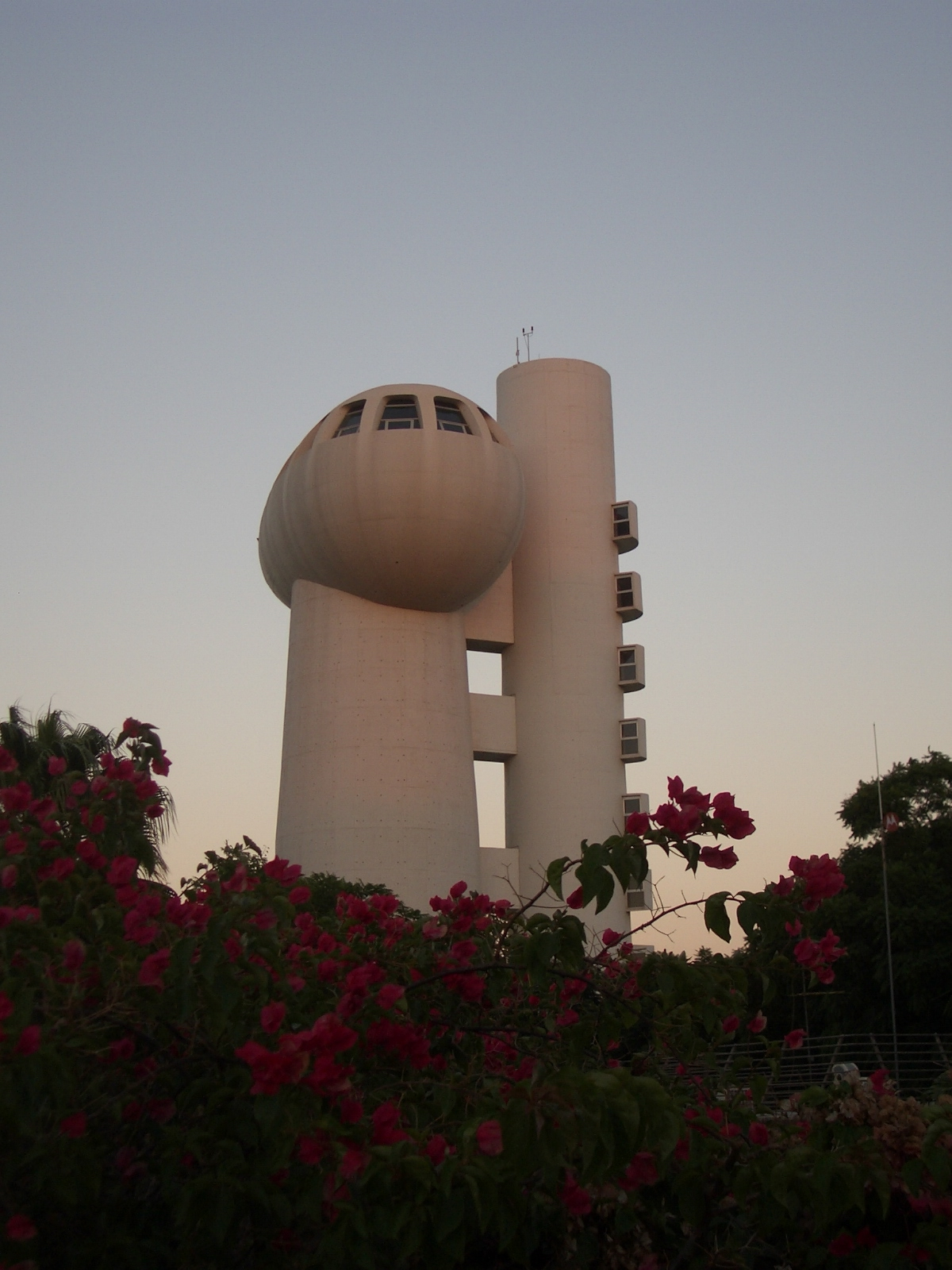
Institut Weizmann de Rehovot